# Jake Kaminski
Jacob Robert „Jake“ Linde-Kaminski (* 11. August 1988 in Buffalo, New York) ist ein US-amerikanischer Bogenschütze.
Bei den Olympischen Sommerspielen 2012 in London gewann Kaminski, zusammen mit Brady Ellison und Jacob Wukie die eine Silbermedaille im Mannschaftswettbewerb. Im  Einzel erreichte er den 18. Rang von 64 Startern. Neben der Medaille bei den Olympischen Spielen gewann er bei den Hallenweltmeisterschaften 2012 auch Gold mit der Mannschaft sowie Silber im Einzel. Ein Jahr später wurde er dann Mannschafts-Weltmeistertitel. Bei den Olympischen Sommerspielen 2016 in Rio de Janeiro sicherte er sich erneut die Silbermedaille im Mannschaftswettbewerb, diesmal an der Seite von Brady Ellison und Zach Garrett.